# Иван Мойсов
Иван Стоянов Мойсов е български революционер, деец на Вътрешната македоно-одринска революционна организация.

## Биография
Иван Мойсов е роден на 15 юли 1888 година в кратовското село Ямище, тогава в Османската империя. Присъединява се към ВМОРО и влиза в четата на кратовския войвода Дончо Ангелов. Участва в Илинденско-Преображенското въстание през лятото на 1903 година. В 1905 година е в четата на Славчо Абазов. След това от 1903 до 1912 година е куриер на ВМОРО. В 1914 година е четник на Симеон Клинчарски, а в 1915 година на Стоян Леков.
Изселва се в Кюстендил, Свободна България.
Умира след 1950 година.